# (9000) Hal
(9000) Hal (1981 JO) – planetoida z pasa głównego asteroid okrążająca Słońce w ciągu 3,33 lat w średniej odległości 2,23 au. Odkryta 3 maja 1981 roku.
Nazwa planetoidy pochodzi od HAL 9000, komputera z filmu 2001: Odyseja kosmiczna.